# Sam McBratney
Samuel McBratney (1er mars 1943 - 18 septembre 2020) est un écrivain d'Irlande du Nord. Il a écrit plus de cinquante livres pour enfants et jeunes adultes, et est surtout connu comme l'auteur de l'album jeunesse à succès Devine combien je t'aime, illustré par Anita Jeram qui s'est vendu à plus de 30 millions d'exemplaires dans le monde et a été traduit en 53 langues.

## Biographie

### Vie privée
McBratney est né à Belfast, en Irlande du Nord, le 1er mars 1943. Après avoir obtenu un diplôme en histoire du Trinity College de Dublin, il a travaillé comme enseignant dans des écoles primaires et secondaires de 1970 à 1990, date à laquelle il a pris une retraite anticipée pour se concentrer sur l'écriture,. McBratney et sa femme Maralyn, enseignante, ont eu trois enfants,.

### Carrière d'auteur
McBratney a écrit son premier roman, Mark Time, en 1969. Initialement, il ne parvient pas à trouver d'éditeur pour cet ouvrage, qu'il décrit comme semi-autobiographique, une « histoire d'amour avant la puberté ». Le livre est finalement publié par Abélard-Schuman en 1976. Écrivant à temps partiel tout en poursuivant sa carrière d'enseignant, McBratney a publié vingt-trois romans avant son départ à la retraite de l'enseignement, en 1990, la plupart destinés aux jeunes lecteurs adultes. L'une de ses œuvres dans ce genre ayant connu le plus grand succès est The Chieftain's Daughter (1993), un roman historique se déroulant au Ve siècle, qui a remporté le Bisto Book of the Year Merit Award en 1994,. Parmi ses autres ouvrages pour jeunes adultes, The Lough Neagh Monster (1994) et Put a Saddle on a Pig (1991), qui a été réédité sous le titre You Just Don't Listen en 1993.
Après que son éditeur lui a suggéré d'écrire un album jeunesse, McBratney a commencé à travailler avec l'illustratrice Anita Jeram sur Devine combien je t'aime, publié pour la première fois par Walker Books en 1994. Le livre est rapidement devenu populaire, se vendant à plus de 150 000 exemplaires dans les quatre mois suivant sa publication. En septembre 1995, il s'est vendu à plus d'un million d'exemplaires dans le monde. Populaire comme cadeau pour les nouveaux parents, les mariages et autres occasions spéciales, le livre est devenu un classique et les ventes ont continué de grimper. Il figure parmi les livres pour enfants les plus populaires et les plus vendus,,. Il est traduit en 1996 en français. Une suite de Devine combien je t'aime intitulée Will You be my Friend a été publiée à titre posthume fin septembre 2020.

### Accueil critique
McBratney a été qualifié d'« auteur hautement talentueux mais quelque peu inégal », et il a lui-même souligné que bon nombre de ses premières œuvres se sont vendues « seulement à quelques centaines d'exemplaires » et ont été soldés par l'éditeur. Son ouvrageThe Chieftain's Daughter a cependant été très bien accueilli par la critique, tandis que Devine combien je t'aime est considéré comme un classique jeunesse. La critique de Booklist Stephanie Zvirin, a ainsi indiqué qu'il n'y avait « pas une fausse note » dans l'album, et a prédit qu'il deviendrait « un succès durable à l'heure du coucher » peu de temps après la publication de l'ouvrage.
En France, fin 2023, l'album fait partie de la « Bibliothèque idéale » du Centre national de la littérature pour la jeunesse (BnF).

### Décès
McBratney est décédé le 18 septembre 2020, à 77 ans.

## Publications
Liste non exhaustive 
- Mark Time. London: Abelard-Schuman, 1976.
- Jimmy Zest. Illustré par Thelma Lambert. London: Hamish Hamilton, 1982.
- Zesty. Illustré par Susan Hallard. London: Hamish Hamilton, 1984.
- Put a Saddle on the Pig. London: Methuen, 1992.
- The Chieftain's Daughter. Dublin: O'Brien Press, 1993.
- Guess How Much I Love You. Illustré par Anita Jeram, London: Walker Books, 1994.
  - Devine combien je t'aime, Pastel, 1996
- The Dark at the Top of the Stairs. Illustré par Ivan Bates. Cambridge, MA: Candlewick Press, 1996.
- Just You and Me. Illustré par Ivan Bates. Cambridge, MA: Candlewick Press, 1998.
- I'm Not Your Friend. Illustré par Kim Lewis. London: Collins, 2001.
- You're All My Favorites. Illustré par Antia Jeram. Cambridge, MA: Candlewick Press, 2004.
- I Love it When You Smile. Illustré par Charles Fudge. New York : HarperCollins, 2005.
- I'm Sorry. Illustré par Jennifer Eachus. New York : HarperCollins, 2006.
- When I'm Big. Illustré par Anita Jeram. Cambridge, MA: Candlewick Press, 2007.
- Colors Everywhere. Illustré par Anita Jeram. Cambridge, MA: Candlewick Press, 2008.
- Let's Play In the Snow. Illustré par Anita Jeram. Cambridge, MA: Candlewick Press, 2008.
- The Adventures of Little Nutbrown Hare. Somerville, MA: Candlewick Press, 2012.
- There, There. Illustré par Ivan Bates. Somerville, MA: Candlewick Press, 2013.